# Jackie Ronne
Edith "Jackie" Ronne (13 de octubre de 1919 – 14 de junio de 2009) fue una exploradora norteamericana de la Antártida y la primera mujer en el mundo en ser miembro activo de una expedición antártica (1947/48). La barrera de hielo Filchner-Ronne lleva su nombre.

## Biografía
Edith Ann Maslin (nombre de soltera) nació el 13 de octubre de 1919 en Baltimore, Maryland. Ronne pasó sus primeros dos años universitarios en la Universidad de Wooster en Wooster, Ohio, y se licenció en Historia por la Universidad George Washington.  Tras la universidad, trabajó en el Ministerio de Asuntos Exteriores de EE. UU., para el que trabajó cinco años prestando servicio en varios puestos laborales diferentes, desde empleada de archivo a especialista en Información Internacional en el Departamento de Cultura sobre el Cercano y Lejano Oriente. Contrajo matrimonio con Finn Ronne el 18 de marzo de 1941 y se convirtió en la primera mujer norteamericana en pisar el continente antártico durante la expedición de 1946/48 que lideró su marido. Ella y Jennie Darlington, esposa del piloto jefe de la expedición, se convertirían en las primeras mujeres en pasar el invierno en la Antártida. Permanecieron allí 15 meses junto con otros 21 miembros de la expedición, en una pequeña base que habían instalado en la isla Stonington, en la bahía Margarita.
Como historiadora y documentadora de la expedición, Ronne escribía las noticias de prensa para la North American Newspaper Alliance. También llevaba el diario de los logros de la expedición, el cual sirvió de base para el libro de su marido, Antarctic Conquest, publicado por Putnam en 1949; así mismo, llevaba un registro de las observaciones sismográficas y de las mareas.
Edith Ronne regresó a la Antártida en otras quince ocasiones, entre ellas en un vuelo al Polo Sur patrocinado por la Marina de los Estados Unidos en 1971 para conmemorar el 60.º aniversario de la conquista del Polo Sur de Roald Amundsen, y durante un viaje en 1995 de vuelta a su antigua base en la isla Stonington  como conferenciante invitada en el buque de guerra (de tipo crucero) Explorer. Fue miembro del Club de Exploradores y prestó servicio como presidenta de la Society of Woman Geographers (Sociedad de Geógrafas) de 1978 a 1981.
Falleció el 14 de junio de 2009, a los 89 años, a causa de la enfermedad de Alzheimer.

## Legado
La Tierra de Edith Ronne fue denominada así en su honor por su marido, quien realizó el mapa de la última costa desconocida del planeta. Cuando se determinó que el territorio estaba formado mayoritariamente por una barrera de hielo, se le cambió el nombre por el de barrera de hielo de Edith Ronne. A petición de la propia Edtih, el Board on Geographic Names estadounidense eliminó el nombre propio, de modo que la barrera de hielo Ronne siguiese la misma nomenclatura que la otra gran barrera de hielo del continente, es decir, la barrera de hielo de Ross, y que así pudiese conmemorar a los tres exploradores Ronne, entre los que se incluye a su suegro, Martin Rønne, miembro de la expedición de Amundsen al Polo Sur.
Ronne fue galardonada con el Premio especial de Consecución de la Universidad George Washington de Columbia y se le dedicó una Sección Polar en el National Naval Museum.